# Lessogórskaia
Lessogórskaia - Лесогорская (rus) - és una stanitsa del krai de Krasnodar, a Rússia. Es troba als vessants septentrionals del Caucas occidental, a la riba dreta del riu Pxix, a 18 km al nord-oest d'Apxeronsk i a 69 km al sud-est de Krasnodar, la capital.
Pertany al municipi de Tvérskaia.